# Diófafélék
A diófafélék vagy diófélék (Juglandaceae) a kupacsostermésűek vagy bükkfavirágúak rendjének (Fagales) egyik családja, az APG II-rendszer szerint az eurosid I kládban. Korábbi rendszerekben a barkás fák alosztályában (varázsdió-virágúak – Hamamilidae) külön rendet alkottak a diófavirágúak vagy diótermésűek (Juglandales). Az APG II-rendszerben még opcionálisan leválasztható, monotipikus Rhoipteleaceae-t az APG III-rendszerben véglegesen a Juglandaceae-be olvasztották. A családba így jelenleg 9 nemzetség tartozik mintegy 50 fajjal.

## Jellemzés
A diófafélék fosszilis pollenjeit már a paleocén kortól kezdve ismerjük, a törzsmaradványokat pedig az eocéntól. Jelenleg a mérsékelt és szubtrópusi övezetben elterjedtek, fő hazájuk Kelet-Ázsia fajgazdag erdőségei és Észak-Amerika keleti része, de megtalálhatók délebbre is, az Andokban, Brazíliában és Jáva, valamint Új-Guinea szigetein. A diófélék lehetnek lombhullatók vagy örökzöldek is, de minden esetben egylaki fák, ritkább esetben cserjék. Rügyeik méretesek, és általában szőrrel borítottak. Leveleik nagy felületű lemezzel rendelkeznek, páratlanul szárnyasan összetettek, szórt állásúak, és erős aromatikus illatúak, a rajtuk lévő gyantát kiválasztó mirigyektől. A virágok minden esetben egyivarúak, többnyire egyszerű barkaszerű füzérekbe tömörülnek, ritkábban bugavirágzatot alkotnak. A virágtakaró rendkívül egyszerű, egynemű, csészeszerű, zöldes, de néha teljesen hiányzik. A virágtakarón kívül a virágokat elő- és murvalevelek védelmezik. A porzós virágokban a porzók száma változó – még egy füzéren belül is –, 2–40 között ingadozik. A porzók között gyakran találni termőcsökevényeket, melyek az eredeti hímnős virágokra utalnak. A nővirágokat hasonlóan védő képletek (elő- és murvalevelek) fedik, a termő alsó állású, 2–3 makrosporofillumból nőtt össze, azonban a fejlődő álválaszfalak miatt négyrekeszűnek is tűnhet. A termőből csonthéjas dió fejlődik, melynek belső termésfala (endocarpium) csontkeménnyé válik, a külső termésfal (exocarpium) viszont asszimiláló parenchimát tartalmaz, vékony, puhább. A vaskos, ráncos sziklevelek egyik fele az egyik, másik fele a másik rekeszben fejlődik.

## Néhány faj
A legnagyobb genus a diófák (Juglans). Ide tartozik a gazdaságilag is jelentős közönséges dió (Juglans regia), melynek magas olajtartalmú, ízletes magja mellett fája is igen értékes, könnyen faragható és tartós. Európában mindenfelé ültetik, gyakran kivadul a kertekből, így igencsak nehéz következtetni az őshazájára. Jelenlegi ismereteink szerint mediterrán, azaz melegkedvelő, szárazságtűrő faj a Balkán-félszigetről, Kis-Ázsiából és Elő-Ázsiából. A Fergana-hegyvonulatokban találkozni hatalmas, őshonos diófaerdőkkel, ahol a társulások kompetitoraivá váltak, és több más gyümölccsel élnek együtt, mint például az alma, a körte és szilvafajok. Az európai dióerdők (például Bánság, Felső-Ausztria) őshonosságát vitatják, azonban már az őskorból diófából készített eszközök maradtak ránk ezeken a területeken. Észak-Amerikában a legelterjedtebb diófafaj a fekete dió (Juglans nigra), melyet az USA nagy faigénye miatt csaknem teljesen kiirtottak, sőt a vajdió-populációkat (Juglans cinera) is jelentősen megtizedelték, így ezeket ma mesterségesen telepítik. A Juglans nemzetségen kívül jelentős faadó genusok még a Carya és az Engelhardia. Nagyon fontos – mint már azt fentebb említettük – a diófafélék táplálkozásban betöltött szerepe. A diómag olajtartalma nagyobb mint 50%, így érdemes belőle olajat sajtolni. Észak-Amerikában főként a pekándiót (Carya illinoinensis) termesztik erre a célra, északabbi területeken felváltja a hideget jobban kedvelő hikoridió (Carya ovata). Európában, így hazánkban is étkezési célokra is a közönséges diót használják.